# Demond Greene

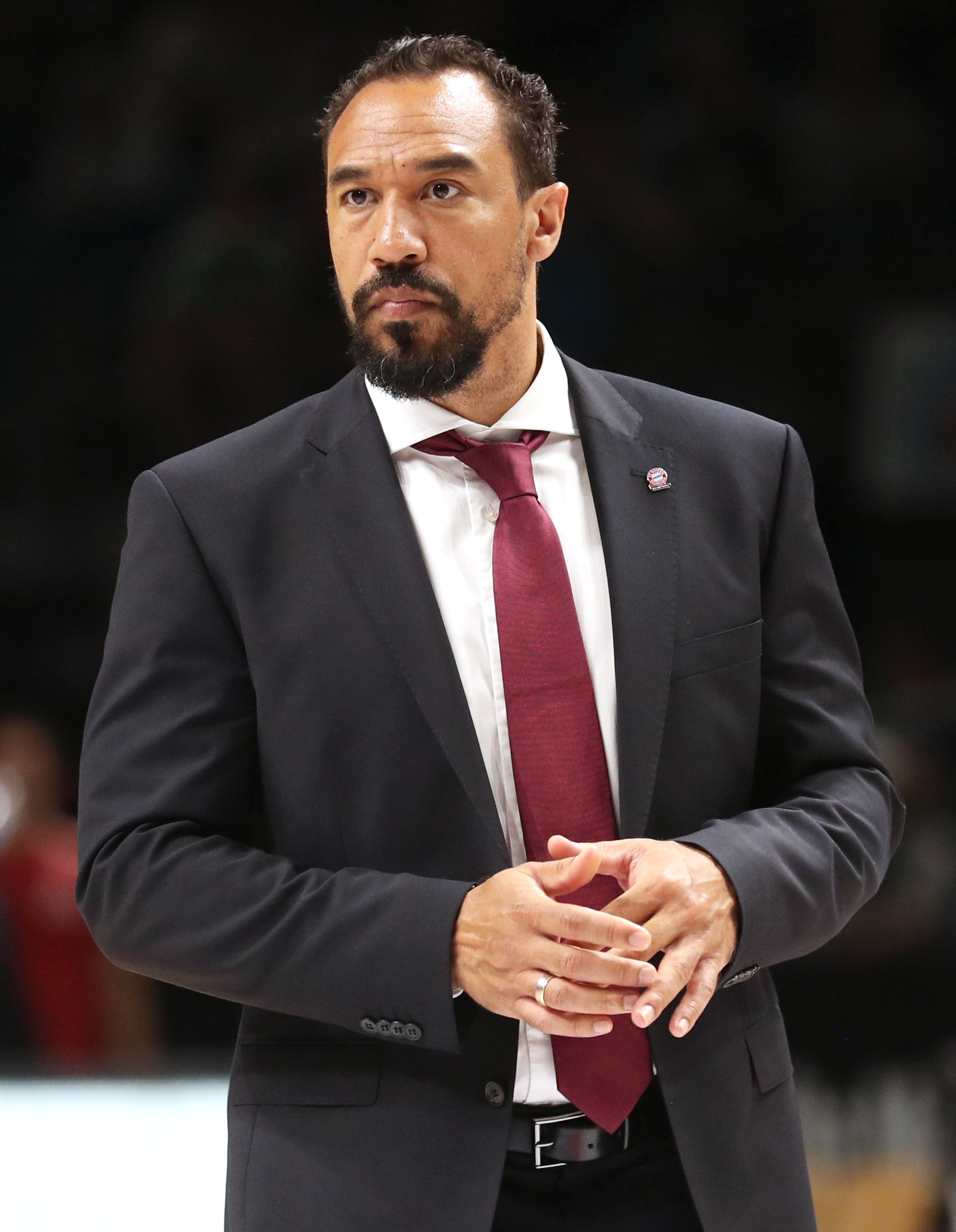
Demond Greene (2022)

Demond Greene (Fort Hood, 15 de junho de 1979) é um basquetebolista profissional alemão, atualmente joga no Olympia Larissa.

## Carreira
Greene integrou o elenco da Seleção Alemã de Basquetebol nas Olimpíadas de 2008